# Eichenberg, Saale-Holzland
Eichenberg là một đô thị thuộc huyện Saale-Holzland, trong bang Thüringen, Đức. Đô thị Eisenberg, Saale-Holzland có diện tích 11,56 km².